# Antichristie
Antichristie ist der zweite Roman von Mithu Sanyal. Im Zentrum stehen die Auseinandersetzung mit Kolonialismus, die Frage nach der Gewalt in der Konfliktlösung sowie verschiedene Perspektivwechsel bezüglich der eigenen Identität. Der Roman erschien am 17. September 2024.

## Inhalt
Durga, eine deutsche Drehbuchschreiberin mit indischen Wurzeln, die gerade ihre Mutter verloren hat, soll in London an einer politisch korrekten Neuinterpretation von Agatha Christie's Hercule Poirot mitwirken. Währenddessen wird sie per Zeitreise als Sanjeev (m.) nach London Anfang des 20. Jahrhunderts ins India House katapultiert, wo sie insbesondere auf Gandhi und Savarkar trifft. Hier erlebt sie/er die Reifwerdung zentraler Figuren des indischen Unabhängigkeitskampfes. In der Jetztzeit stirbt Queen Elizabeth II., was zu einer heftigen Auseinandersetzung von Traditionalisten mit der progressiven Drehbuch-Crew führt. In der India House-Gemeinschaft verübt Madan mutmaßlich ein Attentat auf den Chef der Geheimpolizei, Curzon Wyllie. Sanjeev/Durga ruft Sherlock Holmes zu Hilfe, um diesen Mord aufzuklären.

## Rezeption
Die Zeit schreibt: „Es ist ein unbezweifelbarer Reiz des ungemein dozierfreudigen Romans, ganz entschieden ‚von der anderen Seite auf die Geschichte zu schauen‘ und die abendländische Zentralperspektive gegen die indische auszutauschen. Bezahlt wird dieses radikale erzieherische Vorhaben allerdings mit einem zwar verständlichen, aber doch beträchtlichen Belehrungsübereifer, der sich über weite Strecken des nur notdürftig in Dialoge verpackten Indien-Nachhilfeprogramms leider ein wenig erschöpft.“
In der Süddeutschen Zeitung ist zu lesen: „Einigermaßen hektisch durch die Zeiten springend stellt Mithu Sanyals Erzählstimme also historische Ergebnisoffenheit wieder her für die Frage, ob politische Befreiungsbewegungen und Gewalt notwendig miteinander einhergehen. Was sie sich dabei alles traut, erzähltechnisch, logisch, die historische Wertung betreffend, wird mal mindestens dem Programm ihrer Figur Durga gerecht: ‚Reinheit tötet Literatur‘, sagt die.“
Die TAZ urteilt: „Sanyal sprudelt über vor Erzähllaune und wartet mit turbulenten Dialogen auf [...] [S]ie [kämpft] mit der Erzählökonomie, merkt nicht, wann sie das Spiel abpfeifen könnte. Davon abgesehen gelingt ihr ein Zeitreiseroman, der die Debatten unserer Tage mit einer gescheiten Geschichte über den Widerstandsgeist von heute und gestern kurzschließt.“

## Auszeichnungen
Antichristie war 2024 auf der Longlist des deutschen Buchpreises.